# 小千谷市
小千谷市（おぢやし）は、新潟県のほぼ中央に位置する市。中越地方（中越圏域）に属する。錦鯉の養殖や小千谷縮、片貝まつりの正四尺玉花火などで知られる。

## 概要

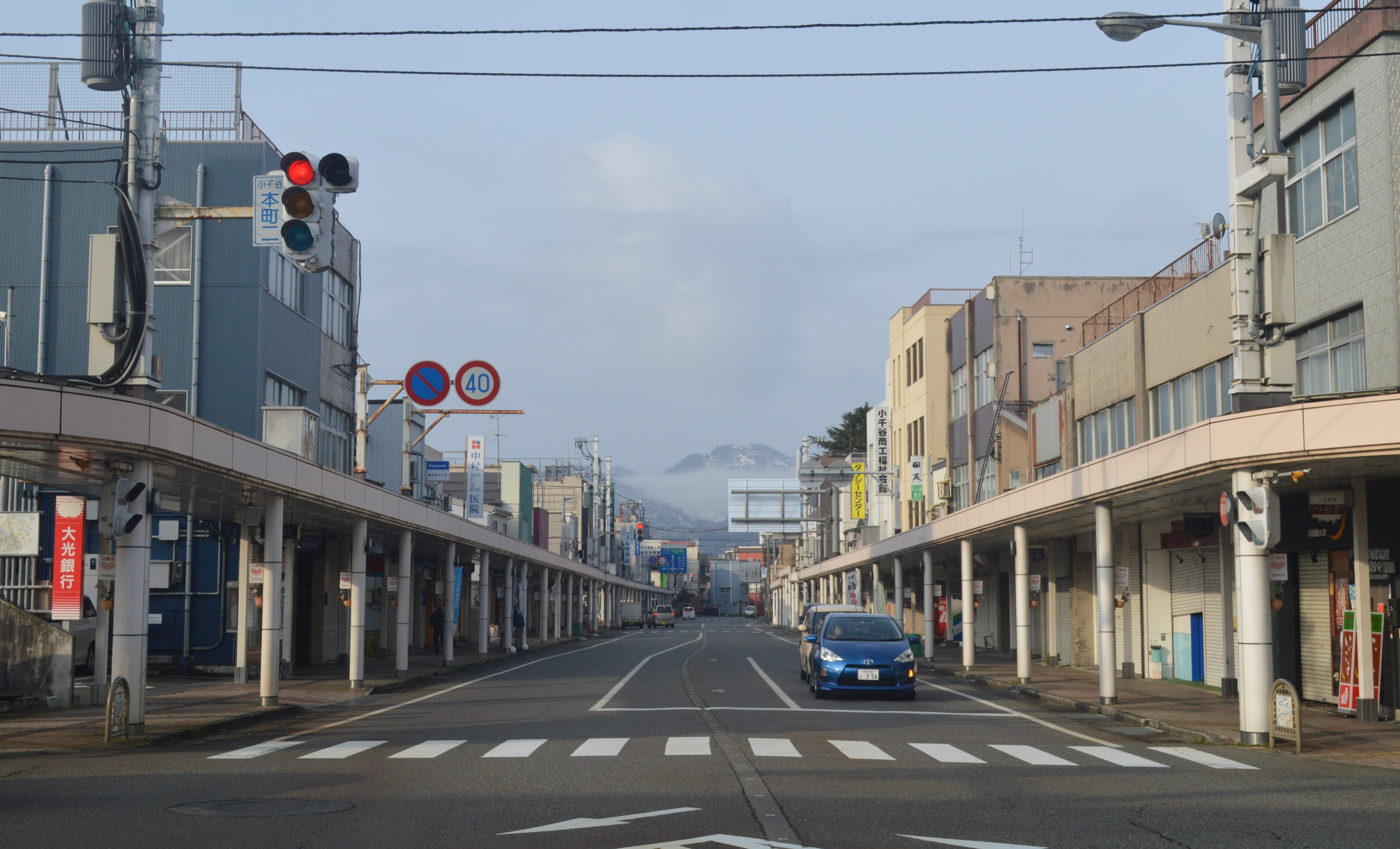
信濃川左岸側、片持ち式アーケードが架かる本町通り（国道291号）。
中央部には消雪パイプが整備されている。

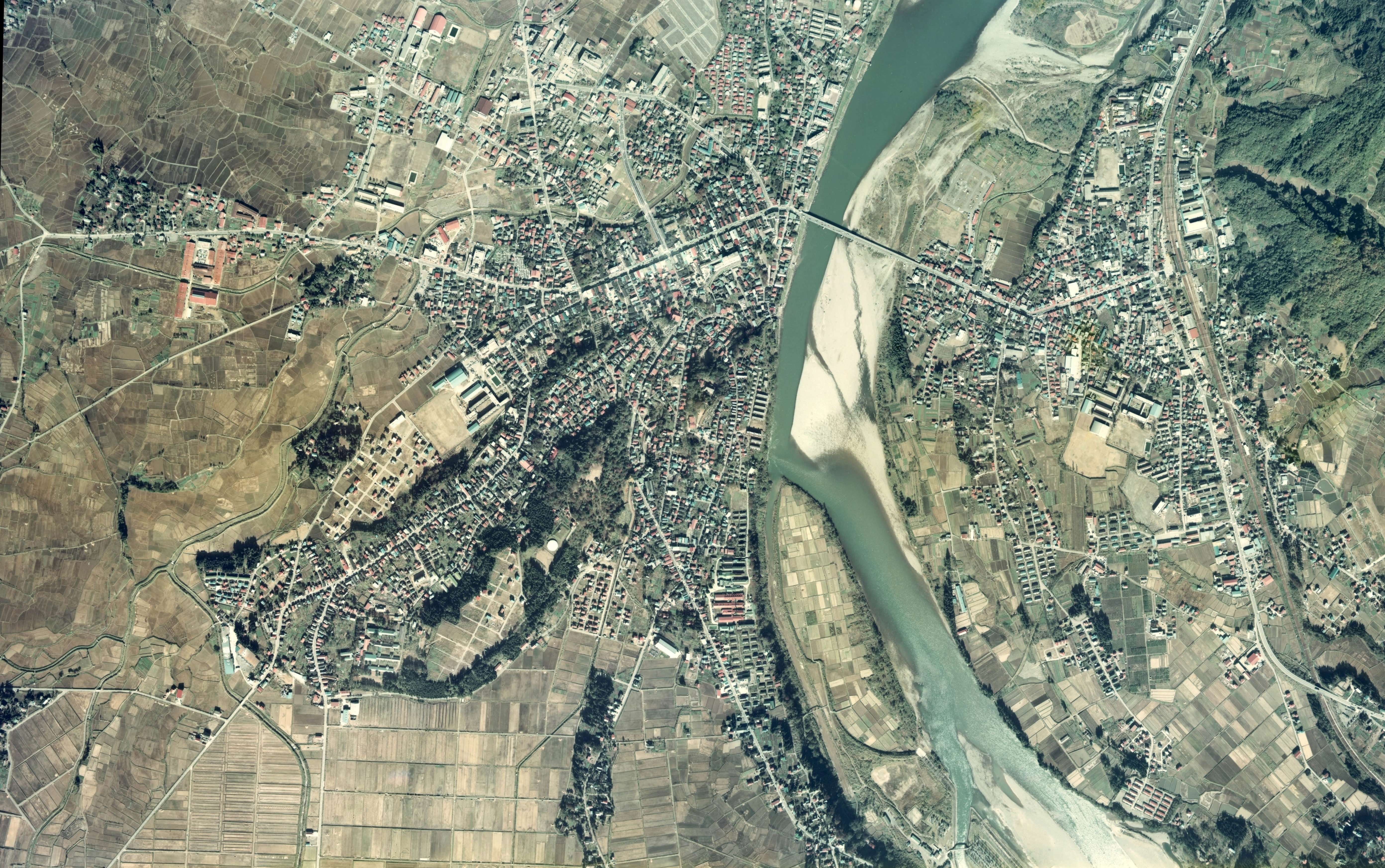
小千谷市中心部周辺の空中写真。左岸側に西小千谷駅（当時）、右岸側に小千谷駅がある。
1976年撮影の3枚を合成作成。。

新潟県のほぼ中央、越後平野の南端に位置している。信濃川が南東部から北東部に流れ、河岸段丘の発達が地形上の特徴となっている。
市名の「小千谷」は魚沼郡の4つの郷のうち「千屋郷」があったことに由来する。その語源は千屋郷の中にある小千谷に由来する説や、沢の落ち合う所や低湿地という意味の「落ち」が転じて「おぢ」となった説がある。
広域都市計画圏としては中越圏域に属する。市域には旧魚沼郡や旧北魚沼郡を含むが、広域都市計画圏としては魚沼圏域（十日町市、魚沼市、南魚沼市、湯沢町、津南町）とは別の圏域である。
都市圏としては長岡地域広域市町村圏（長岡都市圏）に属しており、新潟県都市計画基本方針では小千谷市は生活拠点都市に位置づけられている。
毎年9月に片貝地区で行われる浅原神社例大祭（片貝まつり）の花火大会は、世界一の大きさを誇る四尺玉の花火が上がることで有名である。

## 地理

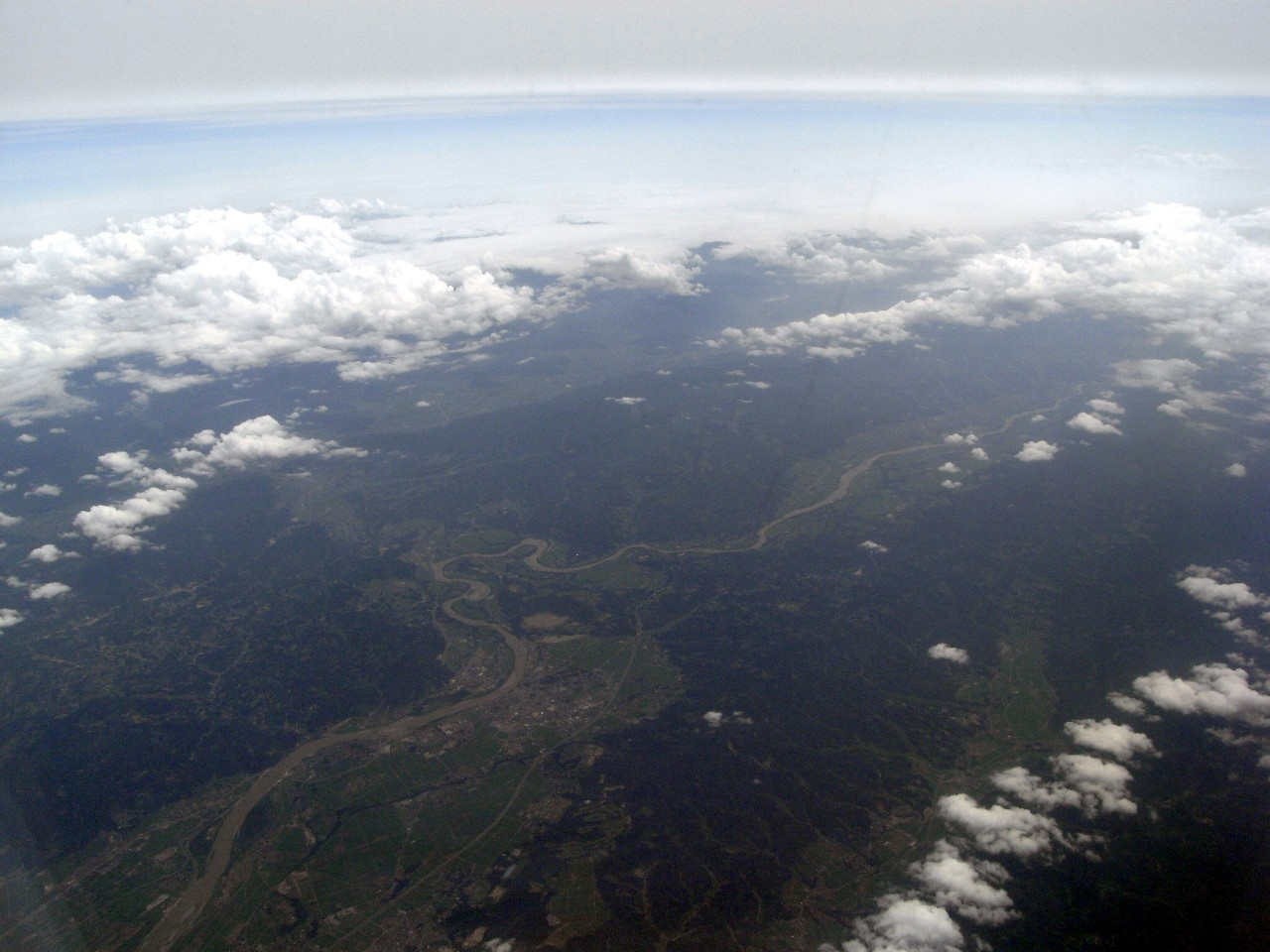
写真中央 小千谷市街地近郊を蛇行する信濃川

新潟県中部、越後平野と山間地域の接点に位置する。
南から信濃川が市内に入り、山本山にぶつかり蛇行し、一度南東の長岡市川口地域（旧川口町へ抜け魚野川と合流した後、再び市内に入り中心部を南北へ縦断する。西は頚城丘陵へ続く西山丘陵、南は魚沼丘陵へ、東は東山丘陵、北は越後平野へ続く平地が広がっている。市内は河岸段丘上にあるため、坂が多く、市街地のほぼ中央には船岡山がそびえる。また、小千谷近辺は山本山を中心に地面の隆起や褶曲が激しく、河岸段丘など特徴的な地形が多くみられる。市内の最高峰は、長岡市との境にある金倉山で581m。
三国街道（現国道17号）や善光寺街道（現国道117号）、高田街道などが通り、宿場町として栄えた。平野部と山間部の接点の役割を持ち、戦国時代には上杉謙信の関東出兵時の経由地、江戸時代には魚沼郡内で作られた小千谷縮は小千谷に集積され柏崎経由で京、大坂、江戸に輸送した記録があるなど、交通・水運の要所として栄えた。
- 山：金倉山・山本山・船岡山・妙高山
- 河川：信濃川・茶郷川・朝日川

### 隣接している自治体
- 長岡市
- 魚沼市
- 十日町市

### 気象
全域が豪雪地帯対策特別措置法に基づく特別豪雪地帯に指定されており、積雪深が2 mを超えることもある。市は克雪都市宣言をしており、消雪パイプも設置されているが、設置されていない道路もあり、雪の日は除雪車が活躍している。

## 歴史

### 行政区域の変遷
- 1889年4月1日 - 市制・町村制がしかれ、小千谷町が単独町制施行して北魚沼郡小千谷町となる。同時に以下の村が成立。
  - 北魚沼郡
    - 城川村 ← 千谷川村、土川村、平沢新田、西千谷川村、時水村、藪川村、時水新田、藪川新田
    - 桜町村 ← 桜町村
    - 吉谷村 ← 東吉谷村、西吉谷村、四ッ子村
    - 山辺村 ← 山本村、谷内村、西中村、片貝村、池ヶ原村、池中新田、塩殿村
    - 千田村 ← 千谷村、小粟田村
    - 川井村 ← 川井村、川井新田
    - 三仏生村 ← 三仏生村
    - 鴻野谷村 ← 鴻巣村、坪野村、山谷村
    - 薭生村 ← 薭生村
    - 上川村 ← 相川村、武道窪村、荒谷村、牛ヶ島村、牛ヶ島新田

  - 三島郡
    - 片貝村 ← 片貝村、山屋村
    - 高梨村 ← 高梨村

  - 古志郡
    - 東山村 ← 南荷頃村、小栗山村、木沢村、塩谷村
    - 山谷沢村 ← 蛇山村、滝谷村、渡沢村、猪沢村、犬茂沢村、黒田新田
    - 六日市村 ← 横渡村、浦柄村、六日市村、三俵野村、中潟村、妙見村、白岩村

  - 中魚沼郡
    - 岩沢村 ← 岩沢村、豊久新田
    - 真人村 ← 真人村
- 1901年11月1日
  - 城川村、桜町村、鴻野谷村の一部（山谷）が合併して城川村となる。
  - 千田村、三仏生村、鴻野谷村の残部（鴻巣、坪野）が合併して千田村となる。
  - 薭生村、上川村が合併して薭生村となる。
  - 片貝村、高梨村が合併して片貝村となる。
  - 六日市村、山谷沢村が合併して六日市村となる。
- 1929年3月1日 - 薭生村大字薭生が小千谷町に編入。
  - 薭生村の残部は川口村（現長岡市）へ編入。
- 1942年4月1日 - 山辺村が小千谷町に編入。
- 1943年4月1日 - 吉谷村が小千谷町に編入。
- 1954年3月10日 - 小千谷町が城川村、千田村を編入合併し、市制施行し小千谷市となる[5]。
- 1954年5月1日 - 北魚沼郡川井村を編入。
- 1954年11月1日 - 古志郡東山村（木沢、峠を除く）、六日市村の横渡、浦柄を編入。
  - 東山村の残部は川口村（現長岡市）へ編入。
  - 六日市村の残部は長岡市へ編入。
- 1955年1月1日 - 中魚沼郡岩沢村、真人村を編入。
- 1955年3月31日 - 鴻巣町を三島郡片貝町（当時）へ分割。
- 1956年3月31日 - 三島郡片貝町を編入。

### 通史
旧石器時代〜弥生時代
- 先土器時代 - 小粟田の館清水に人が住んでいたとみられ、縄文時代には三仏生地区や大平地区に遺跡がみられる。弥生時代になると、段丘上にある小千谷は稲作に不向きだったため、他の地へ移住したとみられる。

古代
- 続日本紀には西暦702年頃に魚沼郡の存在を記している。
- 市内一部は南魚沼市の一部、魚沼市、旧川口町を含む藪神荘という荘園であった。
- 935年に「千谷郷」の名が出てき、1073年には「小千屋」（『越後村名尽』）、1089年には「於知谷」（『越後国之図』）の名が見られる。

中世
- 戦国時代 - 上杉氏の所領となり、市内各城に上杉氏（長尾氏）家臣が居城していた。薭生城に平子氏、時水城に曽根氏、内ヶ巻城に田中氏、高梨城に長尾氏・高梨氏,片貝城に片貝氏などが居城していた。
- 1551年 - 薭生城の平子氏が上杉氏の命で時水城の曽根氏を攻め滅ぼした。
- 1553年 - 上杉謙信が朝廷にこの辺りで生産されている越後布を献上した。
- 1560年 - 魚沼地区が大洪水にあう。
- 1578年 - 御館の乱が起こり、平子氏は景虎方につき、薭生城は景勝方に攻め滅ぼされる。
- このころ青苧などは、南魚沼地区や中魚沼地区から魚野川や信濃川で小千谷に下り、陸路で柏崎の港に運ばれていたとみられる。

近世
- 1598年 - 上杉景勝が会津へ移封し堀秀治が越後領主になる。
- 1600年 - 関ヶ原の戦いに伴う上杉遺民一揆が起こる。小千谷では、五智院の僧が薭生城に立てこもる。
- 1610年 - 越後福嶋騒動発生。堀氏改易され、松平忠輝が高田藩主として入府。
- 1611年 - 三国街道開通。
- 1616年 - 松平忠輝が改易される。
- 1620年 - 信濃川が氾濫し大洪水になる。
- 1638年 - 街が元町から現在の段丘上（本町）に移転する。
- 1643年 - 魚沼郡が8組に分けられ、小千谷組ができる。
- 1668年 - 魚沼郡が飢饉に襲われる。
- 17世紀 - 堀次郎将俊が越後麻布から小千谷縮に改良し、小千谷縮の生産が始まる。
- 1680年 - 信濃川が氾濫し大洪水になる。（白ひげ水）
- 1681年 - 越後騒動で高田藩主松平光長が改易され、当市域の多くは幕府直轄領（天領）になり、出雲崎代官所支配下になる。
- 17世紀後期 - 江戸へ小千谷縮が売り出され、元禄には京、大阪にも売り出される。
- 1724年 - 魚沼郡の多くが会津藩の預地となり、小千谷も会津藩の支配下にはいる。
- 1730年 - 小千谷で蚕もみ制度がつくられる。
- 1731年 - 信濃川が氾濫し大洪水
- 1755年 - 小千谷に代官所を設置
- 1753年 - 信濃川が氾濫し大洪水。約1000名が死者が出たといわれる。
- 1781年 - 信濃川が氾濫し大洪水
- 1832年 - 天候不順と水害により大飢饉。（～1839年）
- 1847年 - 信濃国で地震があり、信濃川が大洪水
- 1861年 - 小千谷の米屋に対し打ち壊し
- 1868年 - 戊辰戦争（北越戦争）では、小千谷も戦場となった。
  - これに際して、徳川慶喜が大政奉還を行った後も新政府に帰順しなかった長岡藩の家老である河井継之助と新政府軍の岩村精一郎との会談が慈眼寺で行われた（小千谷談判）。
- 1868年6月16日 （慶応4年4月26日）、芋坂・雪峠の戦い
- 1868年7月2日（慶応4年5月13日）、朝日山の戦い

明治時代
- 1868年 - 「日本で最初の公立小学校」である「小千谷校」が開校する。ちなみに京都の番組小学校が設立されたのは1869年で小千谷校開校の翌年であるので、番組小学校が日本最初の小学校とする学説は間違いである。1967年10月には当時の文部省教科書調査官・目崎徳衛が「小千谷小学校が公立学校として日本一古い歴史を持つ学校であることは、諸調査より厳然たる事実である」と述べている[6]。

- 1868年（明治元年） - 小千谷民政局設置
- 1870年（明治3年） - 小千谷県をつくろうとする動きがあったというが実現しなかった。
- 1872年（明治5年） - 東小千谷に郵便取扱所ができる。
- 1873年（明治6年） - 長岡警察署小千谷分署ができる。
- 1887年（明治20年） - 旭橋開通。
- 1887年（明治20年） - 越後札紙の生産がはじまった。
- 1889年（明治22年） - 小千谷収税署ができる。
- 1891年（明治24年） - 小千谷病院ができる。
- 1902年（明治35年） - 時水で油田が発見された。石油は品質がよいものだった。しかし、1906年頃には石油が湧かなくなる。
- 1904年（明治37年） - 塩殿発電所が完成し、小千谷に電灯が灯る。
- 1908年（明治41年） - 魚沼橋開通。
- 1911年（明治44年）9月14日 - 魚沼鉄道（後の国鉄魚沼線新来迎寺（後の来迎寺駅）～小千谷（後の西小千谷駅）間開通。

大正時代
- 1920年（大正9年）4月-桑樹雪害試験場（国の委託事業「降雪と桑樹病傷害の関係試験」を実施するため）を開設。
- 1920年（大正9年）11月1日 - 国鉄上越北線（現上越線）宮内～東小千谷開通。
- 1921年（大正10年）8月5日 - 上越北線東小千谷～越後川口開通。
- 1921年（大正10年） - 桑樹雪害試験場を新潟県桑樹試験場と改称。
- 1922年（大正11年）6月15日 - 国鉄が魚沼鉄道を買収・国有化し魚沼軽便線と改称。
- 1922年（大正11年）9月2日 - 軽便鉄道法廃止により国鉄魚沼軽便線を魚沼線に線名改称。
- 1922年（大正11年） - 信濃川発電所の工事開始。（間もなく延期となる。）

昭和時代 （市制施行前）
- 1927年（昭和2年） - 飯山線が越後川口駅~十日町駅間開通。
- 1931年（昭和6年）9月1日 - 上越線全通。
- 1932年（昭和7年）7月15日 - 魚沼線小千谷駅を西小千谷駅名改称。（東小千谷駅が改称されるまでの約2週間「小千谷」駅は存在しなかった。）
- 1932年（昭和7年）8月1日 - 上越線東小千谷駅を小千谷駅に改称。
- 1931年（昭和6年）1月9日 - 小粟田原に中越飛行場がつくられる[7]。
- 1934年（昭和9年） - 明治神宮スキー大会が山本山で行われる。
- 1937年（昭和12年） - 魚沼病院ができる。
- 1942年（昭和17年） - 北魚沼郡地方事務所が小千谷に置かれる。
- 1947年（昭和22年） - 小千谷簡易裁判所が置かれた。
- 1948年（昭和23年） - 信濃川発電所の本格工事が開始される。
- 1949年（昭和24年）2月 -新潟県桑樹試験場を国に移管し、蚕糸試験場附属小千谷桑園とした。
- 1950年（昭和25年） - 新潟県立小千谷高等学校開校。
- 1950年（昭和25年） - 国立小千谷療養所ができる。
- 1951年（昭和26年） - 信濃川発電所が発電開始。

昭和時代 （市制施行後）
- 1954年（昭和29年）8月1日 - 国鉄魚沼線（西小千谷駅～来迎寺駅）開通。
- 1955年（昭和30年） - 小千谷縮が国の重要無形文化財に指定される。
- 1955年（昭和30年） - 三仏生遺跡で縄文土器が発掘される。
- 1956年（昭和31年） - 大平遺跡で縄文時代の住居が発掘される。
- 1969年（昭和44年） - 小千谷市役所の新庁舎完成。
- 1970年（昭和45年）1月22日 -飯山線の越後岩沢駅 - 内ケ巻駅間にあった高場山トンネルが地すべりにより崩落。その後ルートを山の奧側に変更し、同年11月29日に新しいトンネル（新高場山トンネル）が開通した。
- 1971年（昭和46年） - 大平遺跡で縄文時代の炉が発掘される。
- 1973年（昭和48年） - 小千谷市川口町衛生組合時水清掃工場ができる。
- 1973年（昭和48年） - 小千谷市民会館が開館。
- 1978年（昭和53年） - 牛の角突きが国の重要無形民俗文化財に指定される。
- 1978年（昭和53年） - 小千谷市立図書館が開館。
- 1985年（昭和60年）9月10日 - 片貝まつりで正四尺玉の打ち上げ成功。
- 1982年（昭和57年）3月30日 - 関越自動車道越後川口～長岡間開通。
- 1984年（昭和59年）3月31日 - 国鉄魚沼線廃止。

平成時代

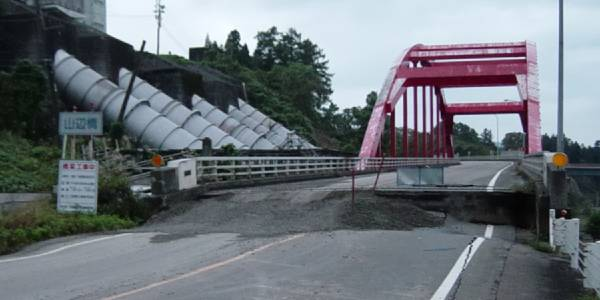
新潟県中越地震で段差の出来た国道117号 - 山辺橋（2004年10月27日）

- 1990年（平成2年） - 小千谷地域広域事務組合時水清掃工場完成。小千谷山本山高原スキー場が開設。
- 1996年（平成8年） - 小千谷市総合体育館完成
- 1996年（平成8年） - 地域間交流センターちぢみの里完成。
- 1998年（平成10年）11月24日 - 小千谷バイパスが全通
- 2001年（平成13年）11月30日 - 一般国道117号西小千谷バイパス全通。
- 2002年（平成14年） - 片貝バイパス完成
- 2004年（平成16年）7月 - 平成16年7月新潟・福島豪雨で市内に甚大な被害。
- 2004年（平成16年）10月23日 - 新潟県中越地震（最大震度7、マグニチュード6.8）が発生し、小千谷市では震度6強の揺れを観測。
- 2006年（平成18年） - 新潟県中越地震で営業を休止していた小千谷山本山高原スキー場が廃業。市内のリフトのあるスキー場が無くなる。
- 2007年（平成19年）4月1日 - おぢやクラインガルテンふれあいの里開園。
- 2009年（平成21年）9月30日 - 小千谷縮が越後上布と共に無形文化遺産（世界無形遺産）の代表一覧表に記載。
- 2014年（平成26年）10月23日 - 中越大震災からの復興の象徴として長岡市と同時に錦鯉を市の魚に制定。
- 2017年（平成29年）3月 - 「雪の恵みを活かした稲作・養鯉システム」として日本農業遺産に認定[8]。

山本山より望む小千谷市街

## 人口
| |                                          |  |
| 小千谷市と全国の年齢別人口分布（2005年） | 小千谷市の年齢・男女別人口分布（2005年） |  |
| ■紫色 ― 小千谷市 ■緑色 ― 日本全国 | ■青色 ― 男性 ■赤色 ― 女性                |  |
| 小千谷市（に相当する地域）の人口の推移 \| 1970年（昭和45年） \| 44,581人 \| \| \| 1975年（昭和50年） \| 44,375人 \| \| \| 1980年（昭和55年） \| 44,963人 \| \| \| 1985年（昭和60年） \| 44,204人 \| \| \| 1990年（平成2年） \| 43,437人 \| \| \| 1995年（平成7年） \| 42,494人 \| \| \| 2000年（平成12年） \| 41,641人 \| \| \| 2005年（平成17年） \| 39,956人 \| \| \| 2010年（平成22年） \| 38,600人 \| \| \| 2015年（平成27年） \| 36,498人 \| \| \| 2020年（令和2年） \| 34,096人 \| \| |                                          |  |
| 総務省統計局 国勢調査より |                                          |  |
| 1970年（昭和45年） | 44,581人                                 |  |
| 1975年（昭和50年） | 44,375人                                 |  |
| 1980年（昭和55年） | 44,963人                                 |  |
| 1985年（昭和60年） | 44,204人                                 |  |
| 1990年（平成2年） | 43,437人                                 |  |
| 1995年（平成7年） | 42,494人                                 |  |
| 2000年（平成12年） | 41,641人                                 |  |
| 2005年（平成17年） | 39,956人                                 |  |
| 2010年（平成22年） | 38,600人                                 |  |
| 2015年（平成27年） | 36,498人                                 |  |
| 2020年（令和2年） | 34,096人                                 |  |

## 行政
- 市長：宮崎悦男（2022年11月29日就任、1期目）

### 歴代の市長
| 暦順    | 氏名       | 就任年月日     | 退任年月日     |
| ------- | ---------- | -------------- | -------------- |
| 初代    | 位下松五郎 | 1954年3月10日  | 1955年4月12日  |
| 2代     | 位下松五郎 | 1955年5月1日   | 1959年4月20日  |
| 3代     | 佐藤武     | 1959年5月1日   | 1963年4月29日  |
| 4代     | 佐藤武     | 1963年4月30日  | 1967年4月29日  |
| 5代     | 佐藤武     | 1967年4月30日  | 1971年4月29日  |
| 6代     | 佐藤武     | 1971年4月30日  | 1975年4月29日  |
| 7代     | 星野行男   | 1975年4月30日  | 1979年4月29日  |
| 8代     | 星野行男   | 1979年4月30日  | 1983年4月29日  |
| 9代     | 星野行男   | 1983年4月30日  | 1987年4月29日  |
| 10代    | 星野行男   | 1987年4月30日  | 1989年5月31日  |
| 11代    | 小出弘     | 1989年7月10日  | 1993年7月8日   |
| 12代    | 小出弘     | 1993年7月9日   | 1997年7月8日   |
| 13代    | 広井庄一   | 1997年7月9日   | 1998年10月28日 |
| 14代    | 関広一     | 1998年11月30日 | 2002年11月28日 |
| 15代    | 関広一     | 2002年11月29日 | 2006年11月28日 |
| 16代    | 谷井靖夫   | 2006年11月29日 | 2010年11月28日 |
| 17代    | 谷井靖夫   | 2010年11月29日 | 2014年11月28日 |
| 18-19代 | 大塚昇一   | 2014年11月29日 | 2022年11月28日 |
| 20代    | 宮崎悦男   | 2022年11月29日 | 現職           |

### 市役所
- 市役所
  - 小千谷市役所
- 支所・連絡所
  - 片貝支所
  - 東山連絡所
  - 岩沢連絡所
  - 真人連絡所
  - 川井連絡所

### 行政組織
- 市長
  - 副市長
    - 総務課
    - 企画政策課
    - 税務課
    - 市民生活課
    - 社会福祉課（社会福祉事務所）
    - 保健福祉課
      - 健康センター

    - 農林課（農業委員会事務局）
    - 商工観光課
    - 建設課
    - ガス水道局
      - 下水道課

    - 消防課

  - 会計課
- 教育委員会
  - 教育長
    - 学校教育課
    - 生涯学習スポーツ課
      - 図書館
- 市議会(定数16[9])
  - 事務局

都市宣言
- 非核平和都市宣言　（平成4年6月23日議決）
- 健康づくり都市宣言（昭和54年8月17日議決）
- 克雪都市宣言　　　（昭和54年8月17日議決）

## 議会

### 市議会
- 定数：16人
- 任期：2019年5月1日 - 2023年4月30日
- 議長：本田剛
- 副議長：駒井和彦

### 衆議院
- 選挙区：新潟4区（長岡市、柏崎市、小千谷市、見附市、出雲崎町、刈羽村）
- 任期：2024年10月27日 - 2028年10月26日
- 投票日：2024年10月27日
- 当日有権者数：352,778人
- 最終投票率：60.30％

| 当落 | 候補者名   | 年齢 | 所属党派   | 新旧別 | 得票数   | 重複 |
| ---- | ---------- | ---- | ---------- | ------ | -------- | ---- |
| 当   | 米山隆一   | 57   | 立憲民主党 | 前     | 93,764票 | ○    |
|      | 鷲尾英一郎 | 47   | 自由民主党 | 前     | 71,672票 | ○    |
|      | 泉田裕彦   | 62   | 無所属     | 前     | 43,396票 |      |

## 経済

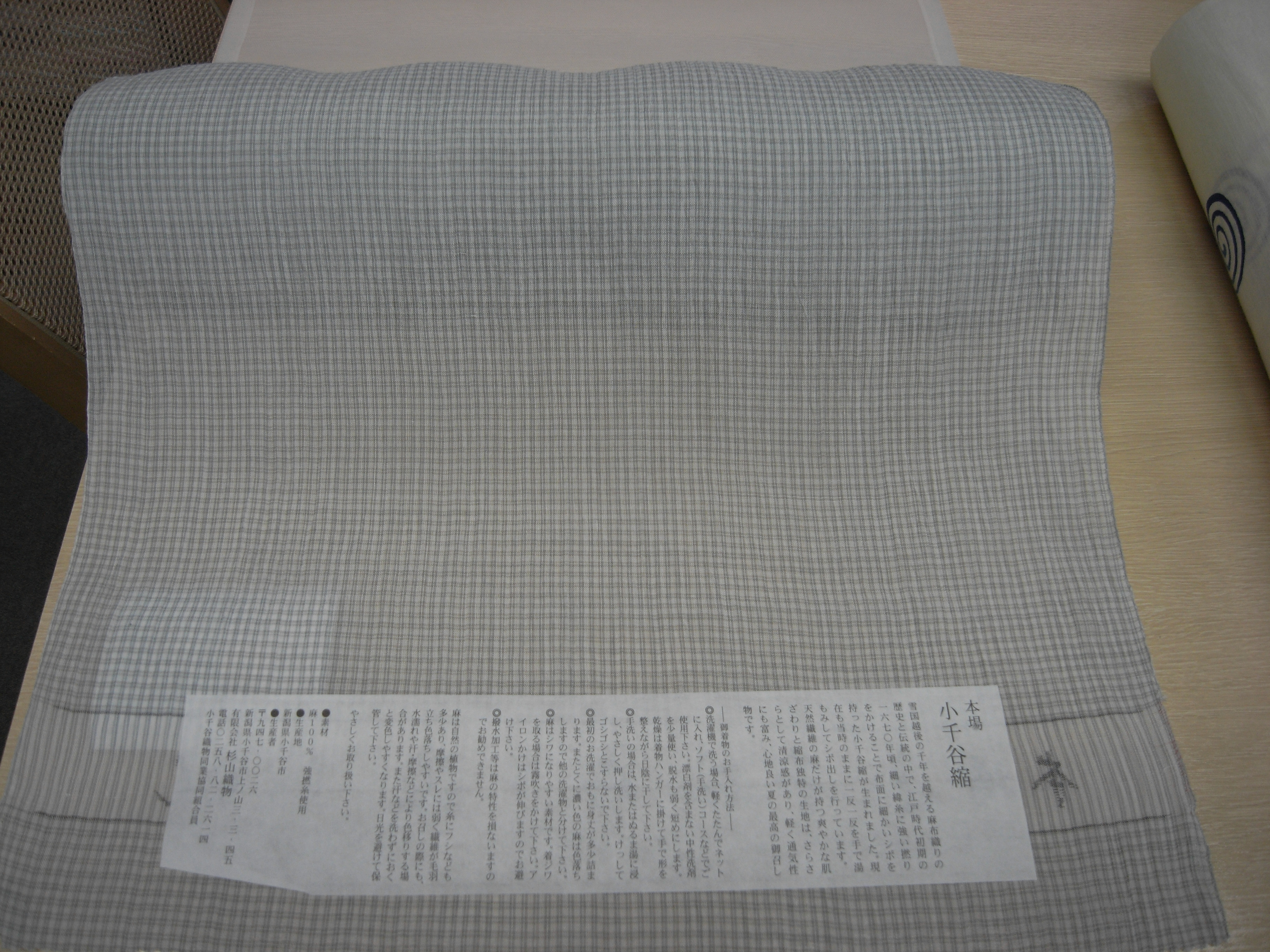
小千谷縮

### 産業
- 工業
  - オン・セミコンダクター新潟（旧・三洋半導体製造 本社/新潟工場）
  - ユキワ精工
  - 日本ベアリング
  - 理研精機
  - 第一測範製作所
  - TECH海発
- 建設業
  - 秀和建設
- 繊維業
  - 小千谷縮
  - 小千谷紬
  - 片貝木綿
  - 十日町友禅
  - かつては片倉工業が製糸場や工場を開設していた。
- 農業
  - 魚沼コシヒカリ
  - 小粟田すいか
  - タカミメロンの産地
- 札紙（越後札紙）
- 錦鯉の養殖
- 小千谷仏壇
- 米菓
  - 新野製菓・阿部幸製菓・竹内製菓の本社/工場所在地
  - 越後製菓の工場所在地（米菓だけでなく餅や製麺工場もあるが、本社は長岡市）
- 清酒
  - 新潟銘醸（長者盛、越の寒中梅）
  - 高の井酒造（たかの井、越の初梅）の本社・工場所在地
- 醸造
  - 山崎醸造
- へぎそば（つなぎに布海苔を使用した蕎麦[10]。）
- 鉱業
  - 天然ガスの産出量が日本一であり、片貝地区を中心とした地域には、日本屈指の埋蔵量を誇る片貝ガス田がある。

このおかげ市内の多くの地域に都市ガスが引かれ、その供給事業を小千谷市ガス水道局が行っている。
- 発電所　　JR東日本信濃川発電所（小千谷発電所、新小千谷発電所）

　発電所はないが、東京電力の信濃川電力所所在地である。

### 金融機関
（小千谷市に支店を置くもの。証券会社、保険会社等を除く。）
- 第四北越銀行（小千谷支店、小千谷中央支店、片貝支店、東小千谷支店)

ただし小千谷支店以外の支店はいずれも小千谷支店内で営業しており、実質的な店舗数は1店舗のみである。
- 大光銀行（小千谷支店、越後川口支店）

ただし越後川口支店は小千谷支店内で営業しており、実質的な店舗数は1店舗のみである。
- 長岡信用金庫（小千谷支店）
- 新潟縣信用組合（小千谷支店）
- 新潟県労働金庫（小千谷支店）
- 魚沼農業協同組合（越後おぢや地区センター、小千谷支店、片貝支店、ローンセンター小千谷店、千田プラザ店、小千谷南部プラザ店、東小千谷プラザ店、四ツ子プラザ店）

- この他東京スター銀行、セブン銀行、ローソン銀行、イオン銀行、ゆうちょ銀行が市内にATMを設置している。

## 姉妹都市・提携都市
- 東京都杉並区

2004年5月12日災害時相互援助協定を締結（東京小千谷寮が同区内にあるため）。
- 福島県南相馬市

2012年12月25日災害時相互援助協定を締結。
- 茨城県日立市

2012年12月26日災害時相互援助協定を締結。
- 千葉県浦安市

2013年7月11日災害時相互援助協定を締結。

## 教育

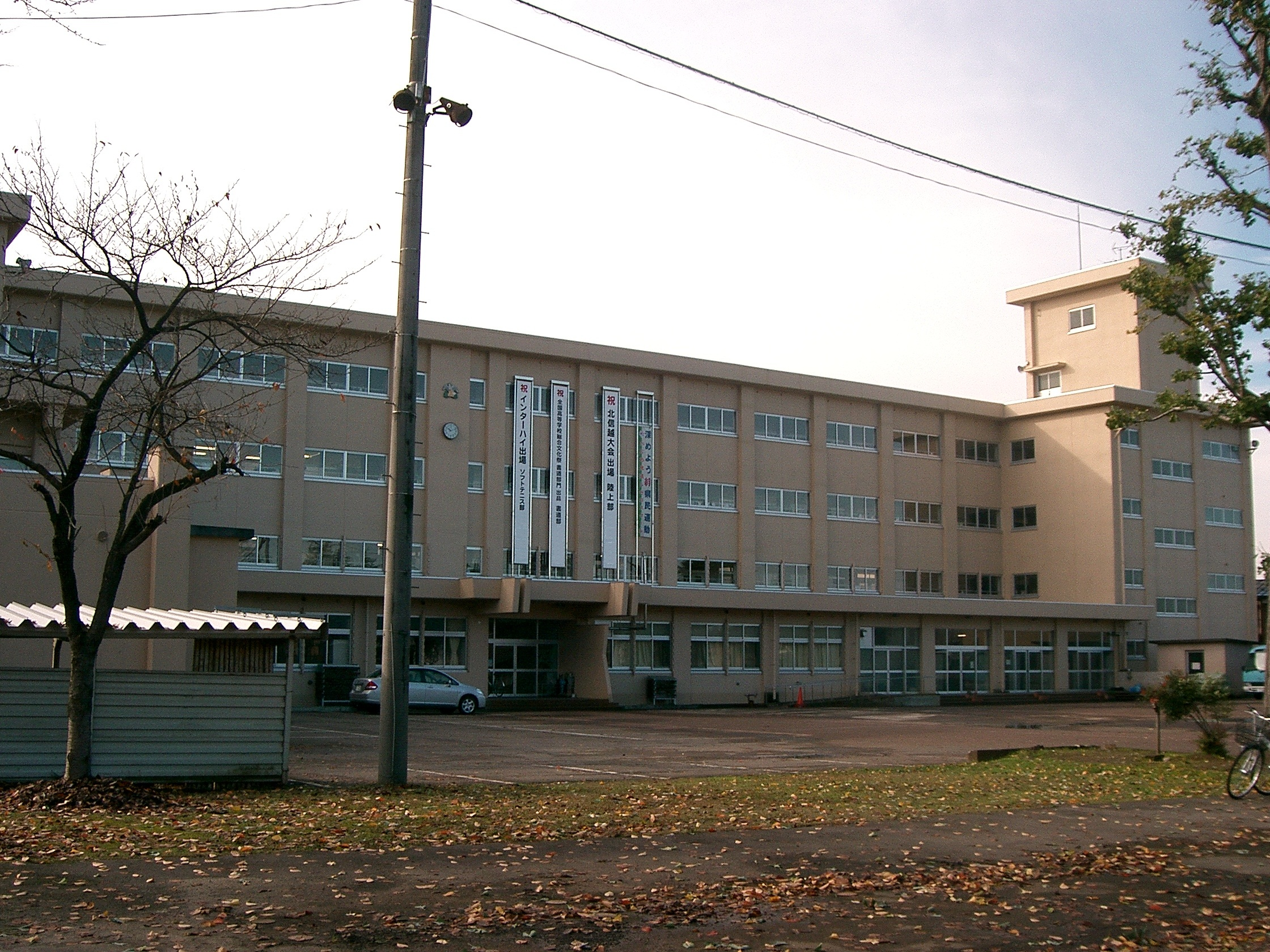
新潟県立小千谷高等学校

### 高等学校
- 新潟県立小千谷高等学校
- 新潟県立小千谷西高等学校

### 中学校
- 小千谷市立小千谷中学校
- 小千谷市立東小千谷中学校
- 小千谷市立千田中学校
- 小千谷市立南中学校
- 小千谷市立片貝中学校

### 小学校
- 小千谷市立小千谷小学校
- 小千谷市立吉谷小学校
- 小千谷市立東小千谷小学校
- 小千谷市立東山小学校
- 小千谷市立千田小学校
- 小千谷市立和泉小学校
- 小千谷市立片貝小学校
- 小千谷市立南小学校

### 特別支援学校
- 小千谷市立総合支援学校

### 保育園
- 片貝保育園
- 高梨保育園
- すみれ保育園
- 北保育園
- 西保育園

- わかば保育園
- 南保育園
- 東保育園
- さくら保育園
- 吉谷保育園

- 岩沢保育園
- 真人保育園
- 東山保育園

### 幼稚園
- 小千谷幼稚園
- つくし幼稚園
- ひばり幼稚園

### その他施設
- わんパーク

## 施設

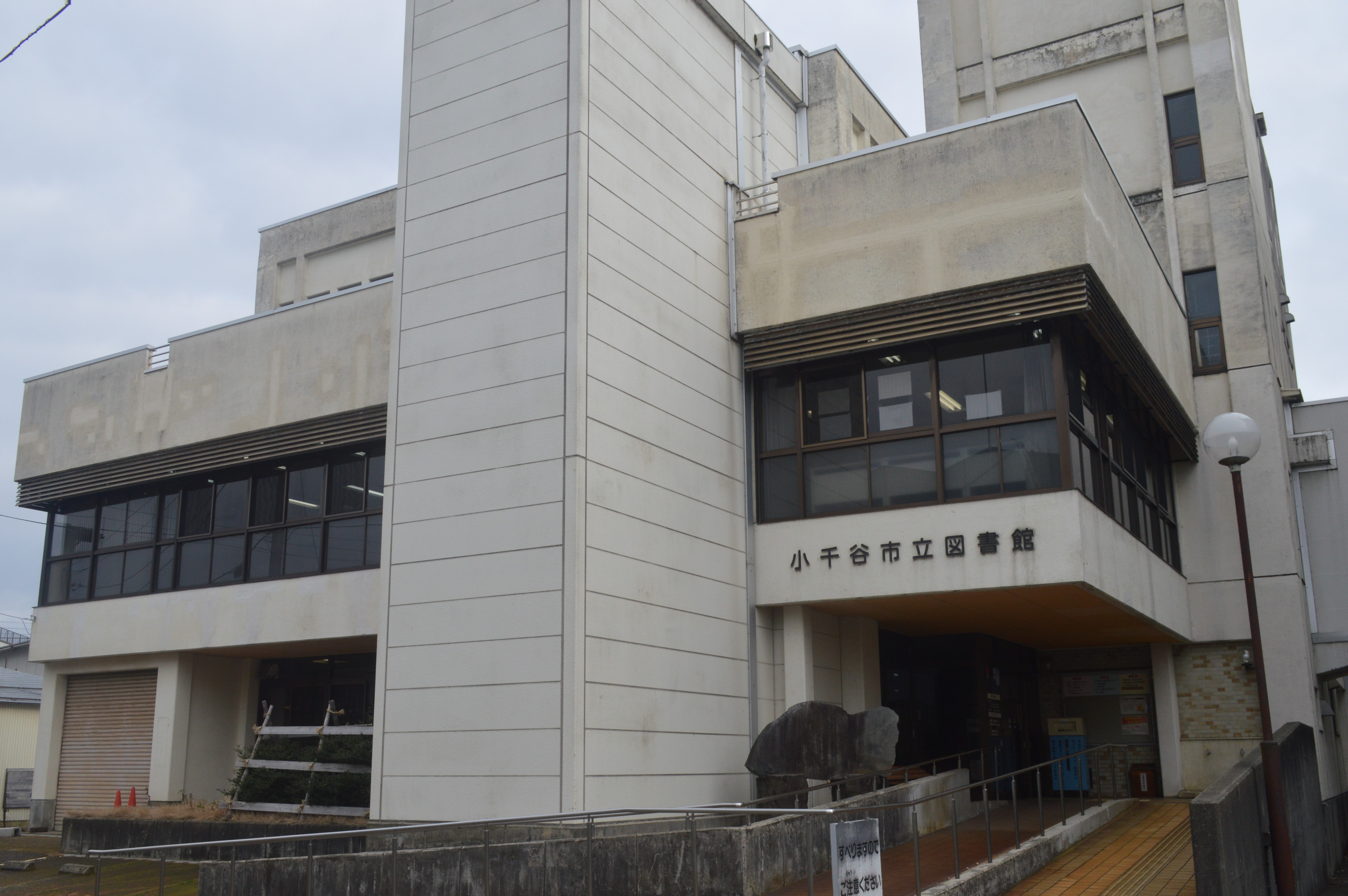
小千谷市立図書館

### 病院
- 小千谷総合病院
- 小千谷さくら病院

### スポーツ施設
- 白山運動公園
- 小千谷市総合体育館
- 小千谷市市民プール

### 文化施設
- 小千谷市立図書館
- 小千谷市民会館
- 小千谷市民学習センター「楽集館」 - 旧信濃川テクノアカデミーを改装して2008年（平成20年）8月オープン[11][12]。2011年（平成23年）には館内におぢや震災ミュージアム そなえ館がオープンした[13]。

### 衛生施設
- 時水清掃工場
- クリーンスポット大原

## 交通

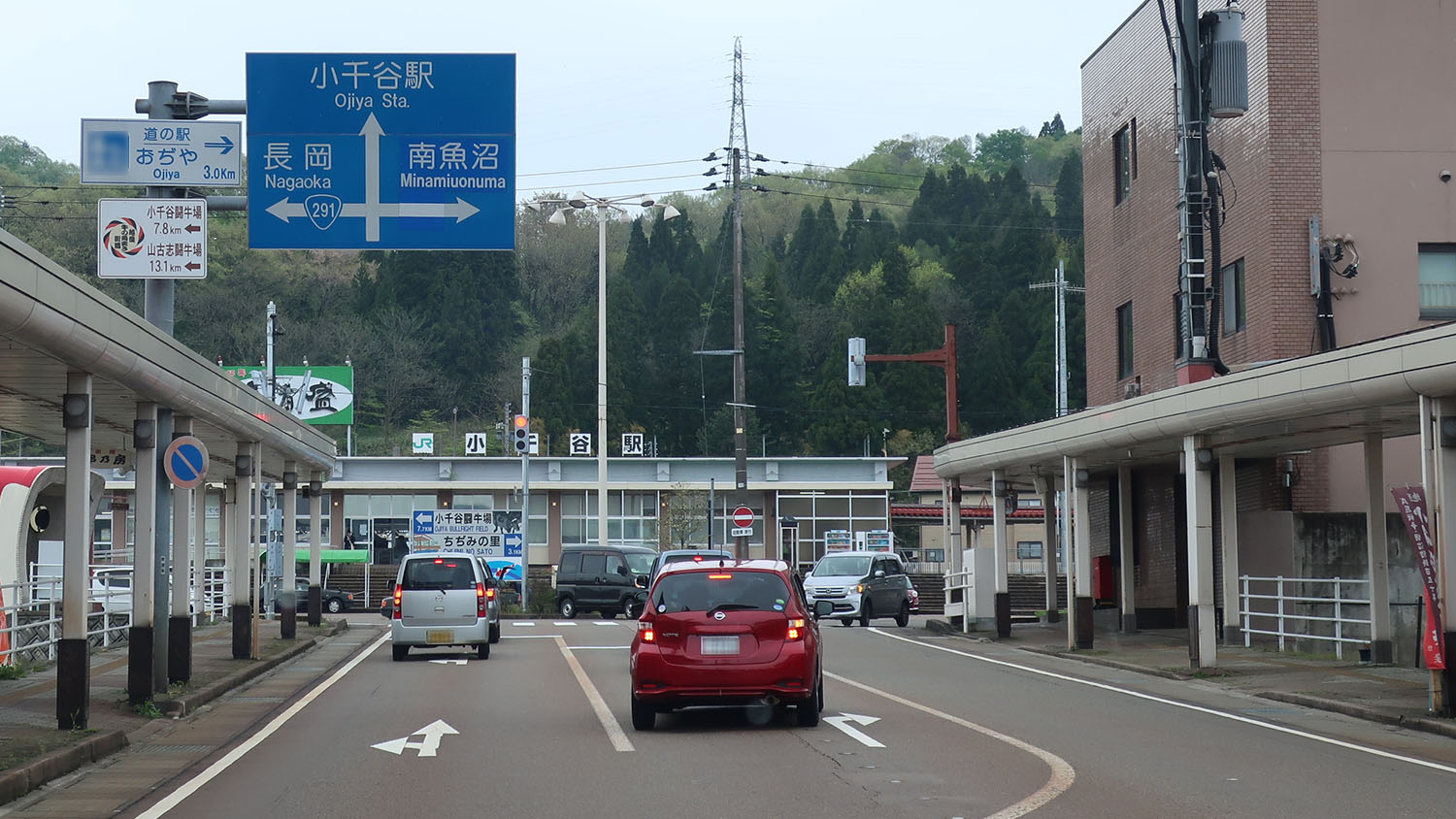
国道291号とJR小千谷駅

### 鉄道路線
新幹線
市域はJR上越新幹線の沿線だが、市内に駅はない。市域はほとんどの区間が魚沼トンネル、妙見トンネルで通過しており、浦柄地区に数百メートルだけ地上区間があるがスノーシェルターで覆われているため新幹線の車窓から小千谷市の風景は見えない。新幹線を利用する場合は越後湯沢駅、浦佐駅、長岡駅のいずれかで乗り換える。
在来線
市域はJR上越線の沿線となっている。また南部はJR飯山線の沿線となっており、市内には計3つの駅がある。
東日本旅客鉄道 (JR東日本)
- 上越線
  - 小千谷駅
- 飯山線
  - 内ケ巻駅 - 越後岩沢駅

廃線
- 日本国有鉄道
  - 魚沼線（小千谷市中心部から片貝町を経て三島郡越路町（現長岡市）の来迎寺駅までつづいていた。）
    - 西小千谷駅 - 小粟田駅 - 高梨駅 - 片貝駅

西小千谷駅からJR信濃川発電所への資材運搬専用線、さらには十日町市千手方面まで延伸する計画があり、一部線路が敷設されたが、関東大震災などの影響によって中止になった。

### 高速バス
- 東京 - 新潟線（越後交通、新潟交通、西武バスの共同運行）　※池袋・新宿発着の16～17往復の便すべてが小千谷BSに停車する。
  - 小千谷BS、片貝BS（2014年より片貝まつり開催日に合わせて一部の便が停車）
- 【ときライナー】Ｔ 十日町線（アイ・ケーアライアンス運行）　※1日2往復運行。
  - 小千谷BS、片貝BS

### 一般路線バス
越後交通が運行しており、小千谷-川口-小出線のみ地域子会社の南越後観光バスが担当する。以下の情報は#外部リンクの「小千谷市公共交通マップ」（平成31年4月版）に基づく。
市内路線
- 循環線　小千谷総合病院～本町～小千谷駅～ちぢみの里～市役所～小千谷総合病院（内回り・外回り各4本）

郊外路線
小千谷車庫、小千谷駅前、小千谷インター、小千谷総合病院等を起点に、長岡、十日町、小出、小国方面に運行している。以前は山古志方面にも運行していたが利用者減により区間廃止となり、岩間木にて山古志コミュニティバス「クローバーバス」へ乗り換える必要がある。
長岡方面は2本の路線があり、どちらも主に朝夕は約20分～30分間隔、昼間は約60分間隔で運行している（一部昼間に90分以上空く時間帯がある）。十日町方面も2本の路線があり、JR飯山線より本数が多い。
- 十日町 - 小千谷 - 長岡駅前 線　※小千谷インター - 長岡駅前の区間便もある
- （急行）小千谷車庫前 - 片貝 - 来迎寺 - 長岡駅前 線
- 小千谷車庫前 - 三仏生 - 北五辺（池津）　※平日のみ3往復運行
- 小千谷 - 浦鞆 - 岩間木 - 塩谷線　※1日4往復。岩間木までの区間便あり
- 小千谷 - 川西 - 十日町線　※直通は1日6往復。区間便あり
- 小千谷車庫前 - 小国線　※1日4往復
- 小千谷 - 川口 - 小出線　※1日8往復

### コミュニティバス・乗合タクシー
- 池の平線乗合タクシー
- 北山線乗合タクシー
- 岩沢地区コミュニティバス

このほか、長岡市山古志地域のコミュニティバス「クローバーバス」が岩間木にて越後交通の路線バスと接続する。

### タクシー
- 小千谷タクシー
- 中央タクシー

### 道路

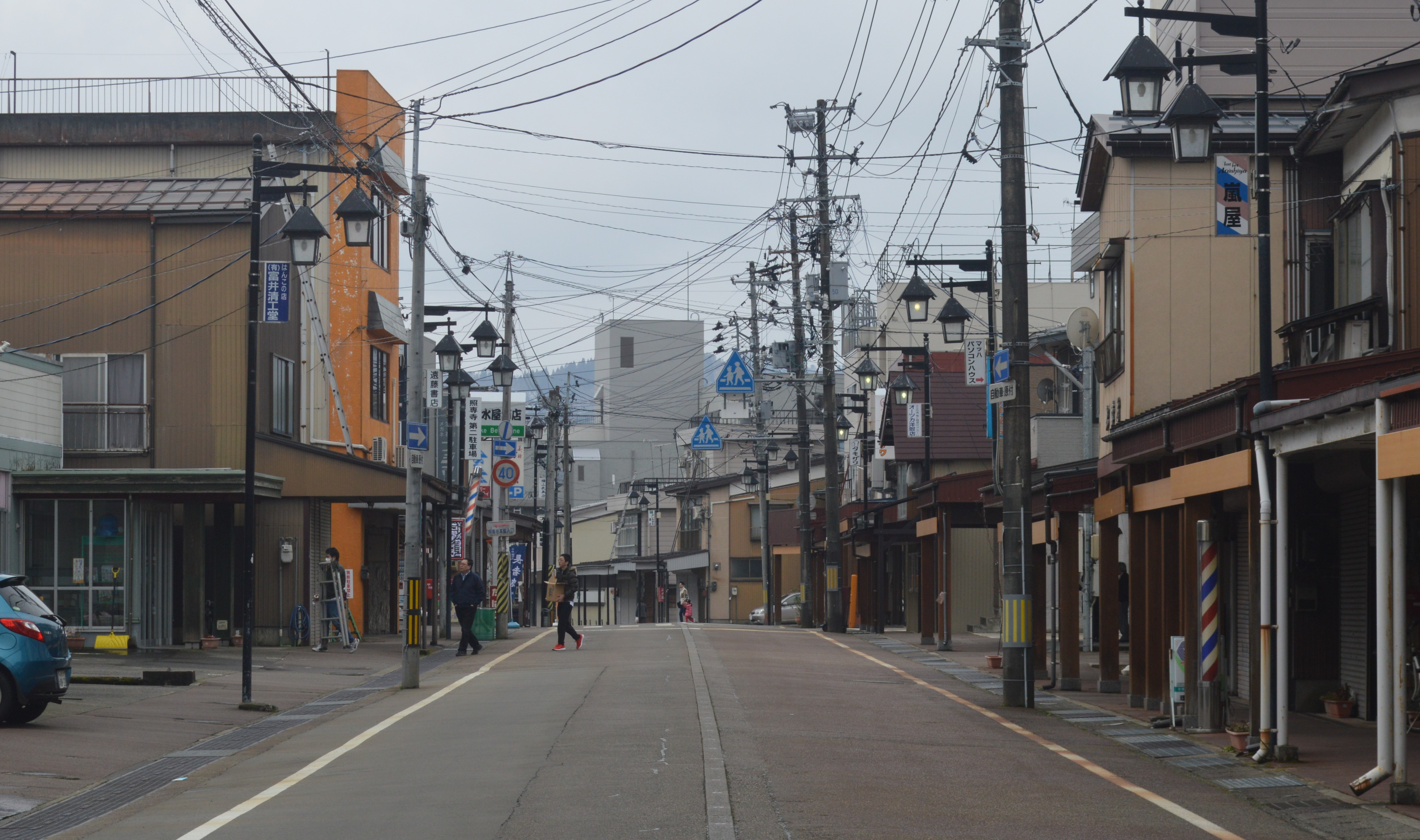
新潟県道49号小千谷十日町津南線（寺町通り）

高速道路
関越自動車道
小千谷インターチェンジ／小千谷バスストップ - 山谷パーキングエリア- 片貝バスストップ
また、南部では長岡市（川口地区）との市境近くにある越後川口IC、片貝地区では長岡市の長岡南越路SICが最寄りである。
一般国道国道17号（小千谷バイパス）
国道117号（西小千谷バイパス・千谷バイパス
国道291号
国道351号（旭町バイパス）
国道403号
主要地方道
新潟県道10号長岡片貝小千谷線（片貝バイパス）
新潟県道23号柏崎高浜堀之内線
新潟県道49号小千谷十日町津南線
新潟県道56号小千谷大沢線
新潟県道58号小千谷大和線
新潟県道71号小千谷川口大和線
新潟県道83号川口塩殿線
一般県道
新潟県道196号川口岩沢線
新潟県道209号山ノ相川内ヶ巻停車場線
新潟県道211号三仏生片貝線
新潟県道339号小栗山川口線
新潟県道341号大沢小国小千谷線
新潟県道357号千谷沢小千谷線
新潟県道411号山谷片貝線
新潟県道413号大崩岩山線
新潟県道506号岩沢中条線
新潟県道517号池ヶ原塩殿線
新潟県道519号南荷頃薭生線
新潟県道547号坪野三仏生線
新潟県道548号木津大原線
新潟県道551号虫亀南荷頃線
新潟県道589号小千谷長岡線
信濃川に架かる橋
魚沼橋
川井大橋
山本山大橋
旭橋
小千谷大橋
越の大橋 (対岸は長岡市)
バイパス道路
小千谷バイパス
西小千谷バイパス
旭町バイパス
千谷バイパス
片貝バイパス

### 道の駅
- 道の駅ちぢみの里おぢや

## 名所・旧跡・観光

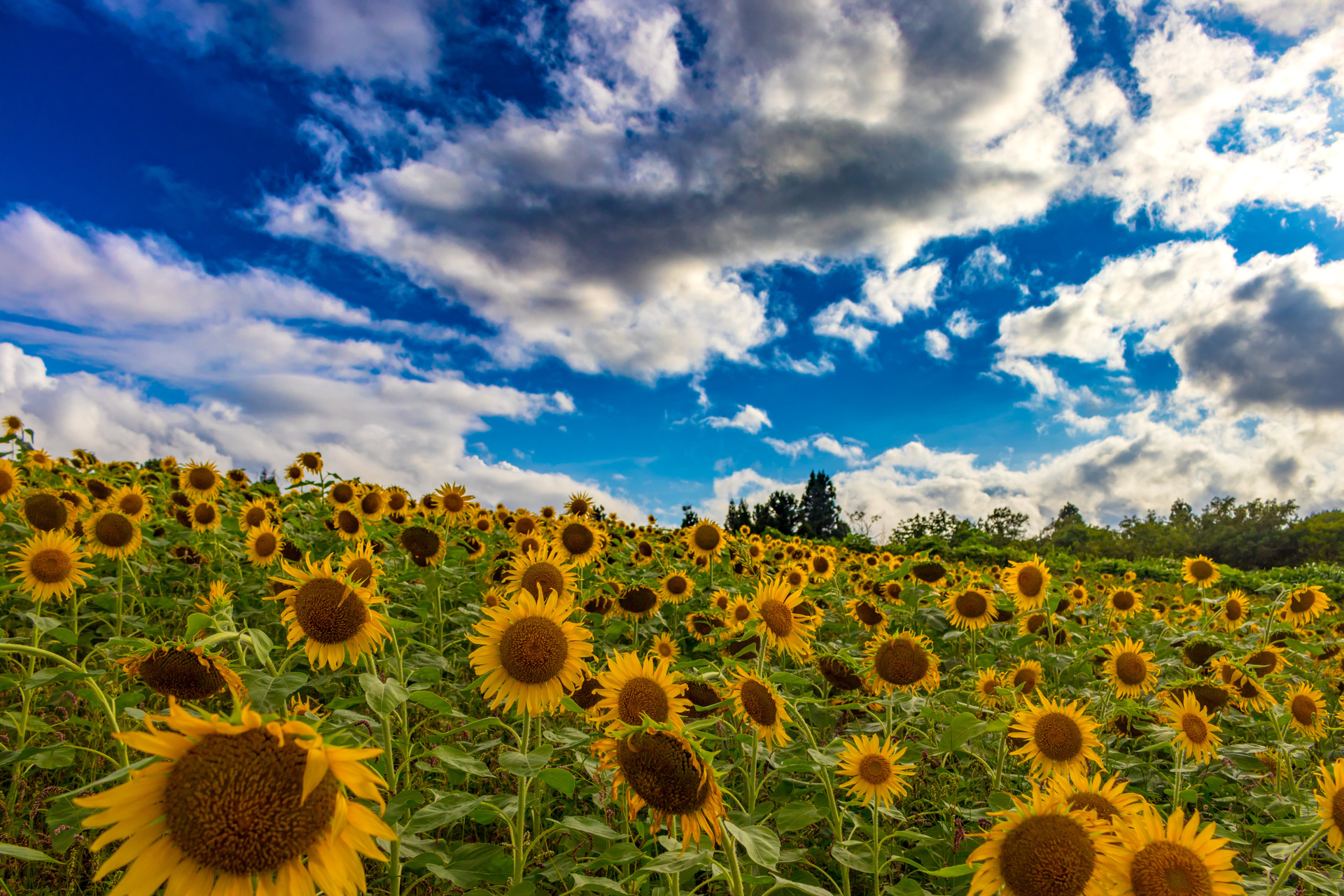
山本山高原ひまわり畑

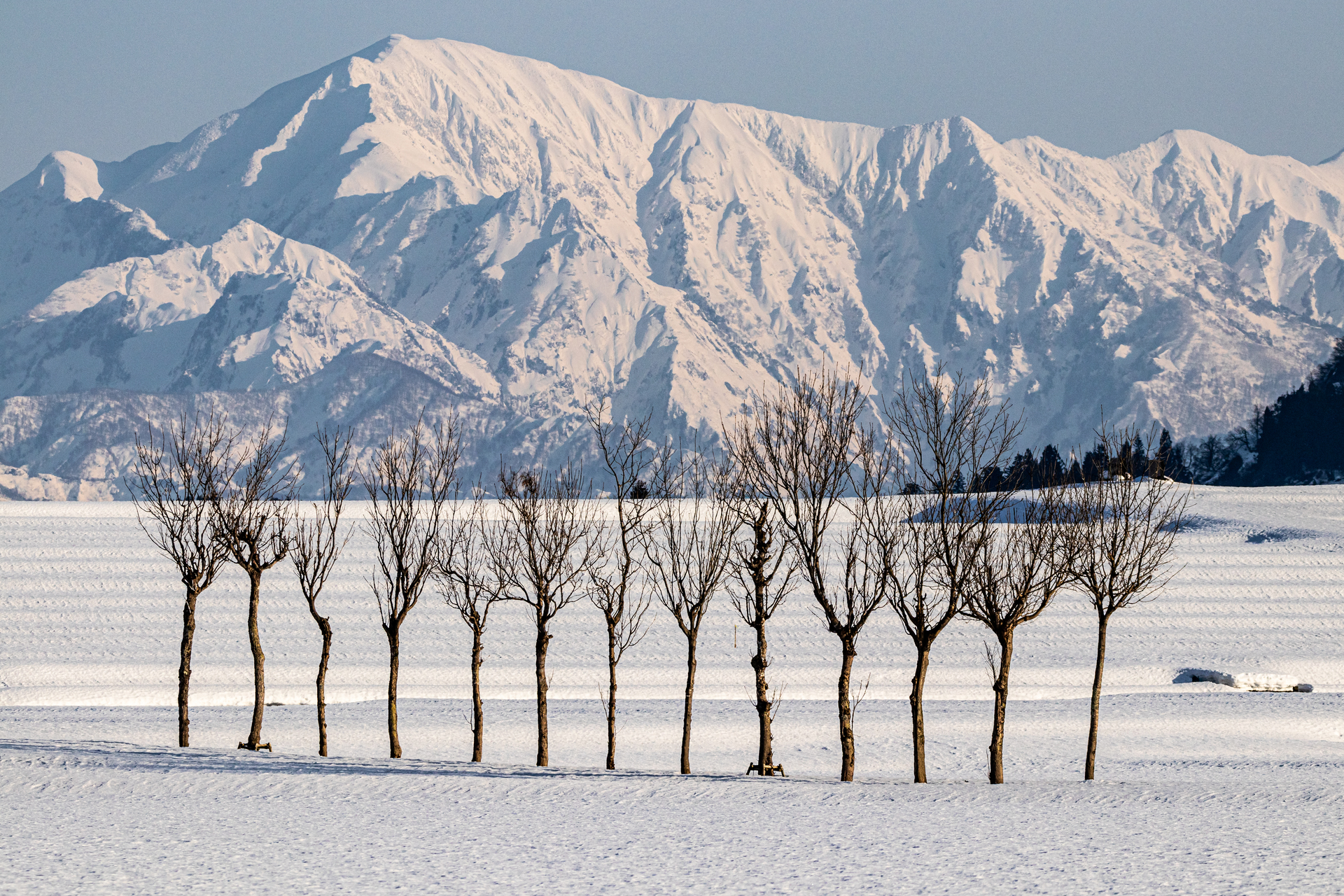
池ケ原のはさ木と越後三山（2019年2月）

長岡市山古志地域と跨る「二十村郷」と呼ばれる地域には棚田・棚池が分布する景観が広がり、「雪の恵みを活かした稲作・養鯉システム」として日本農業遺産にも認定されている。農家民宿・農家民泊によるグリーンツーリズムも行われている。

### 社寺
- 魚沼神社（境内の阿弥陀堂は国の重要文化財に指定。）
- 浅原神社（片貝まつりで花火を奉納）
- 浦柄神社
- 慈眼寺
- 妙高寺
- 五智院
- 極楽寺（明石堂）
- 木喰観音堂

### 史跡
- 朝日山古戦場（司馬遼太郎の小説『峠』のモデルとなったところ）
- 船岡公園
- お満ヶ池

### 観光施設・レジャー施設
- 錦鯉の里
- 西脇邸
- 新潟県中越地震メモリアル施設
  - おぢや震災ミュージアム そなえ館
  - 妙見メモリアルパーク
- 市民の家・小千谷信濃川水力発電館「おぢゃ〜る」
- 小千谷市総合産業会館サンプラザ
- おぢやクラインガルテンふれあいの里
- 西脇順三郎記念室
- 小千谷市地域間交流センターちぢみの里
- 小千谷市民プール

### 自然
- 郡殿の池（新潟県指定文化財（天然記念物）に指定されている。）
- 山本山（新潟県立長岡東山山本山自然公園に指定されている。）
- 金倉山

## 文化・名物

### 祭り

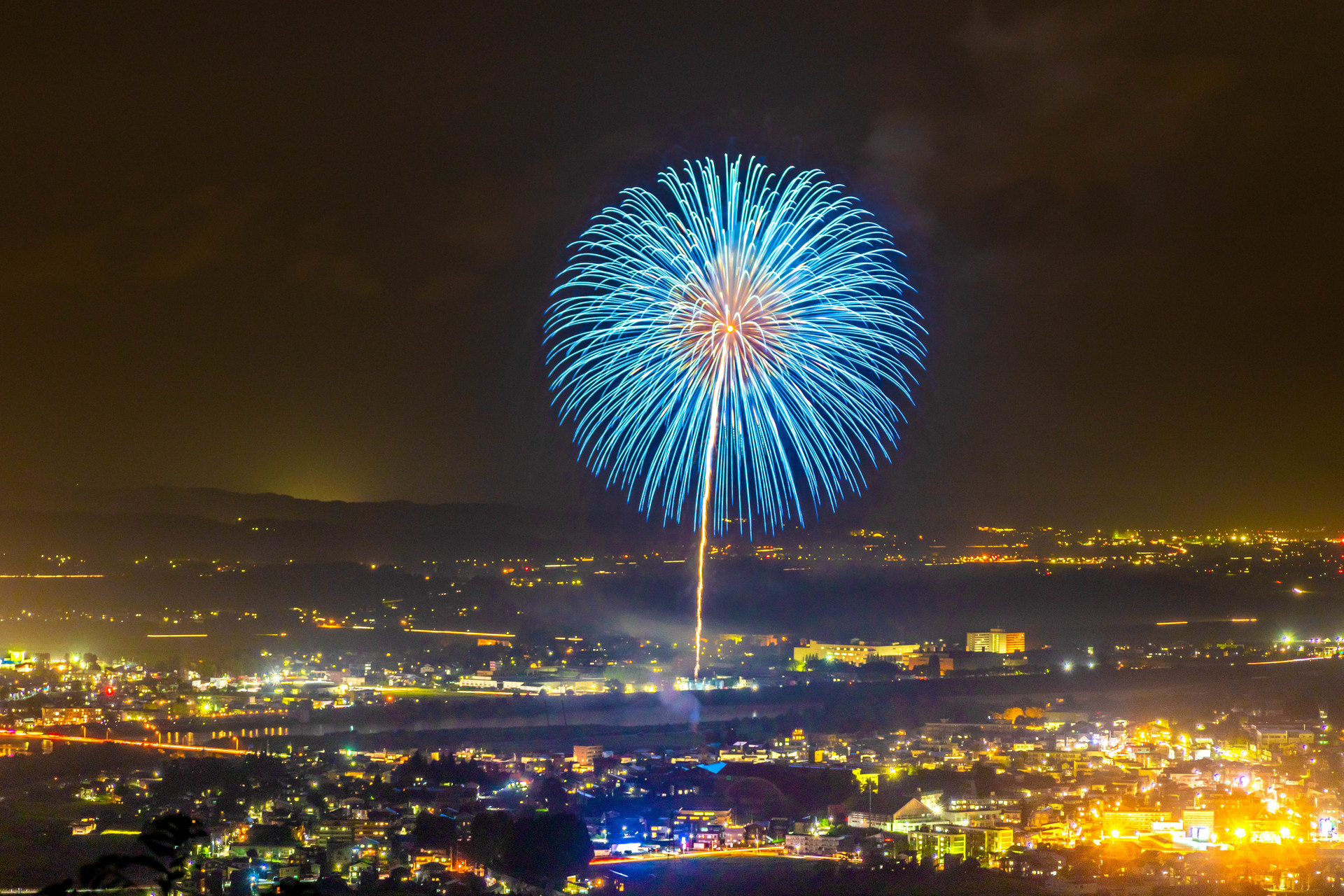
おぢやまつりの花火

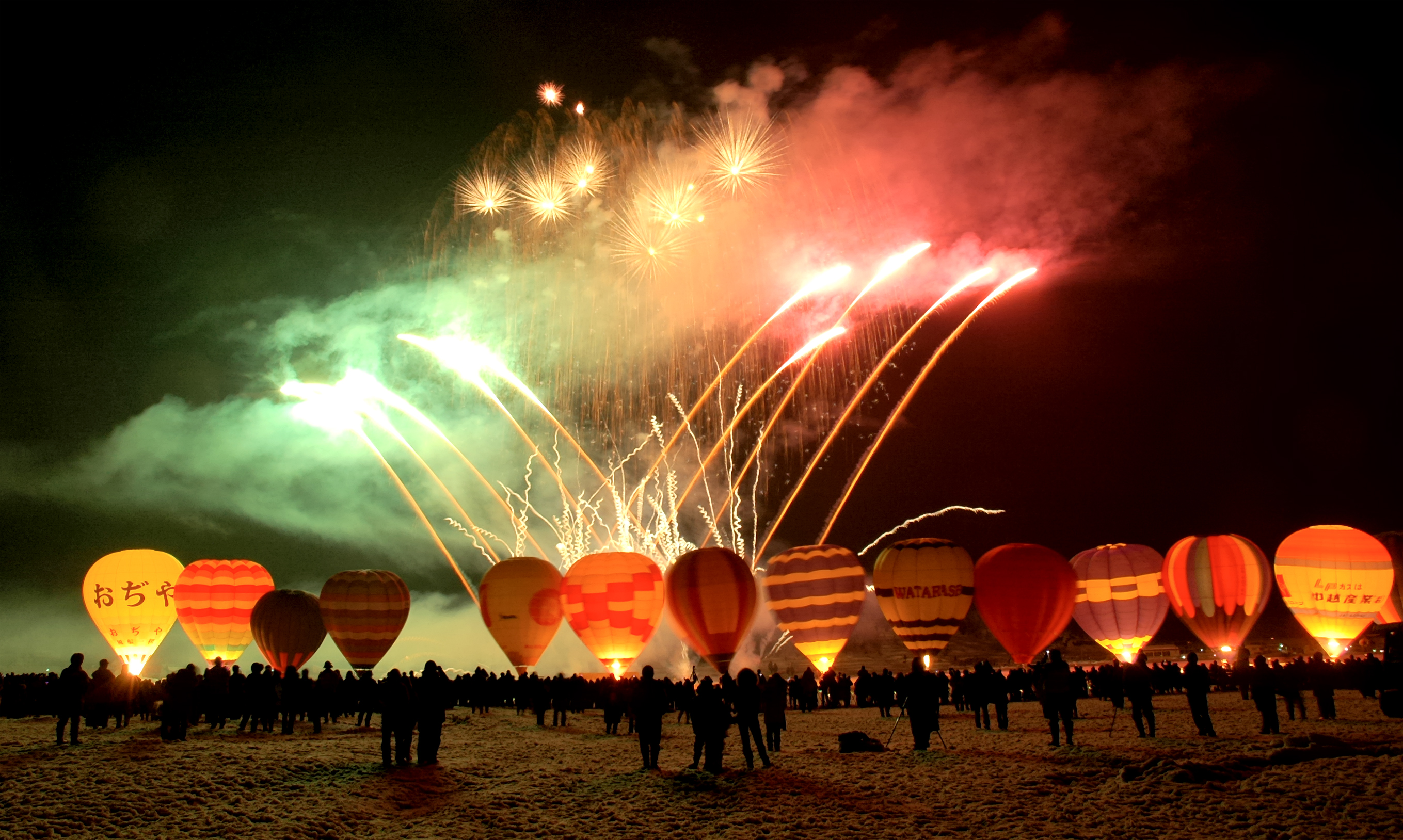
おぢや風船一揆の夜間イベント（バルーングローと花火）

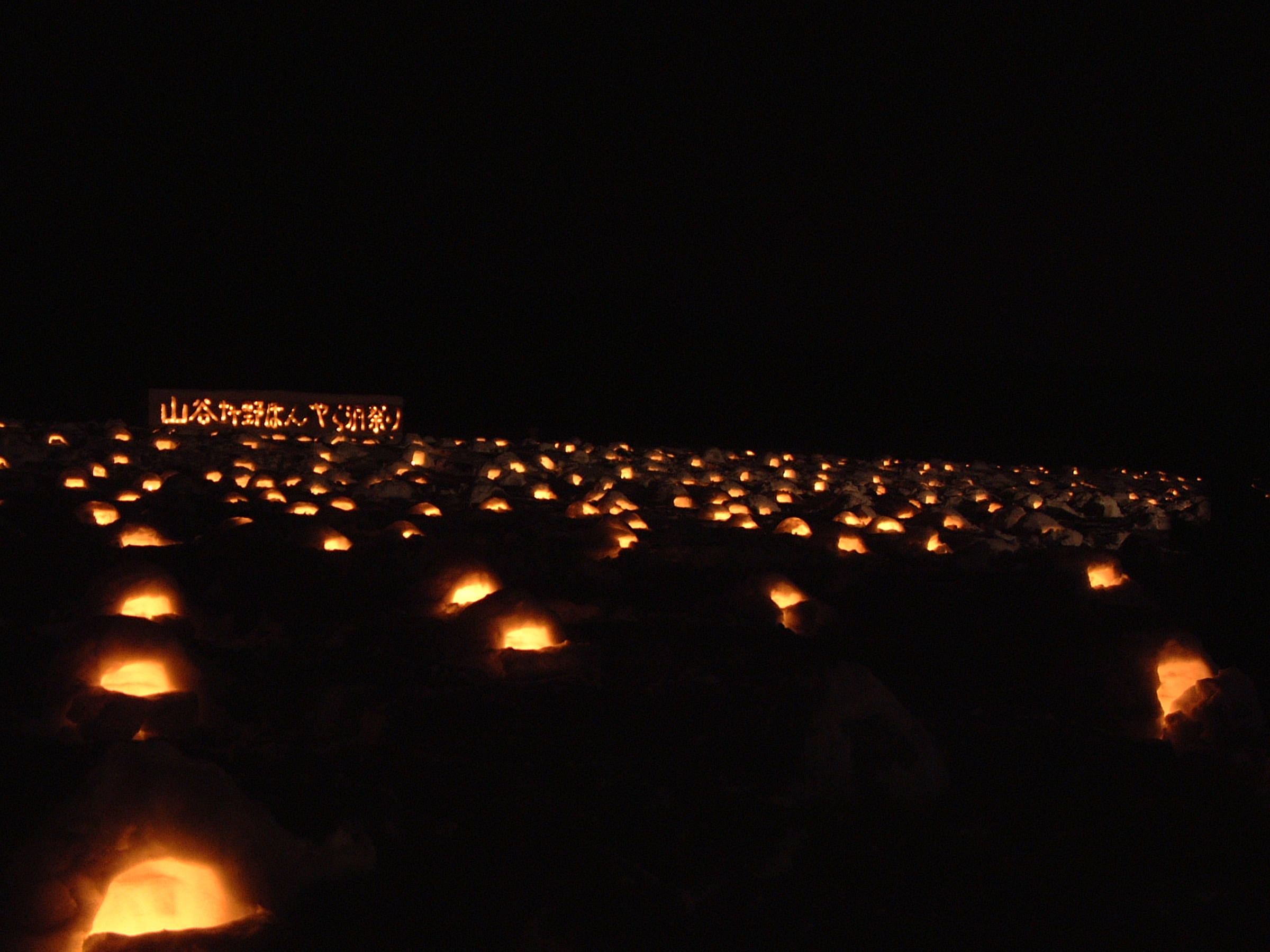
ほんやら洞

- おぢやまつり：8月下旬[17]
- 片貝まつり：9月上旬[17]
- おぢや風船一揆：2月下旬[17]
- 山谷・坪野ほんやら洞祭り：2月[17]
- 二荒神社祭礼：7月中旬[17]

### 習俗
- 牛の角突きの習俗 （重要無形民俗文化財）：5-11月[17]
- 巫女爺

小千谷市指定文化財一覧も参照。

### 名産品
- 小千谷縮
- 錦鯉
- 正四尺玉
- へぎそば
- 清酒（長者盛など）
- 小千谷仏壇
- 越後札紙
- 米菓

## 著名な出身者
- 西脇順三郎（英文学者、名誉市民）西脇家は代々の大地主
- 西脇済三郎（太陽生命社長、名誉市民）順三郎とは親戚
- 金子鋭（日本プロフェッショナル野球組織の第6代コミッショナー、富士銀行相談役、名誉市民）
- 佐藤弥太郎（京都大学名誉教授、名誉市民）
- 石黒忠悳（陸軍軍医総監、貴族院議員・子爵）
- 横山正松（生理学者。医学博士。福島県立医科大学教授）
- 絓秀実（文芸評論家）
- 宮川三郎（陸軍航空第104振武特別攻撃隊隊員）
- 星野行男（弁護士、小千谷市長、衆議院議員）
- 大渕絹子（参議院議員）
- 安達生恒（農業経済学者。島根大学名誉教授）
- 広井忠男（著作家、新潟県議会議員、新潟県議会副議長、全国木喰研究会会長）
- 久保田三知男（ノルディック複合選手、オリンピック2回連続出場）
- 廣井法代（スキー選手、オリンピック3回連続出場）
- 井佐英徳（陸上自衛隊冬季戦技教育隊隊員、バイアスロン選手）
- 川上拓斗（プロ野球審判員）
- 渡辺徹（広島ホームテレビアナウンサー）
- 内山敏夫（テレビ東京「ワールドビジネスサテライト」キャスター）
- 山本容子 （歌手・rain bookのボーカル）
- 鳥嶋和彦（白泉社会長、雑誌編集者、元・週刊少年ジャンプ編集長）
- 小林麻耶（アナウンサー、小林麻央の姉）
- 小林麻央（タレント、小林麻耶の妹）
- 中野秀光（株式会社日本プロバスケットボールリーグ代表取締役社長）
- 宮崎悦男（新潟県議会議員）
- 工藤郁弥（漫画家）
- 春風亭華柳（落語家）
- タナカ慶一（ドラマー）
- 髙橋真生（元NGT48）
- 葉月みなみ（歌手）
- 山崎イサオ（歌手、俳優）

## 電話局番
- 市内全域の市外局番は隣接する長岡市と同様に＜0258＞であるが、市内局番は地域により異なる。
  - 西小千谷・東小千谷・千田地区・高梨町：81・82・83　（小千谷局）
  - 片貝地区（高梨町を除く）：84　（片貝局）
  - 岩沢・真人地区：86　（越後岩沢局）
  - 川井地区：89　（越後川口局）　※隣接する長岡市川口地域（旧・川口町）と同じ番号である。
  - 東山地区：59　（竹沢局）　※隣接する長岡市山古志地域（旧・山古志村）と同じ番号である。